# Sonet 135 (William Szekspir)

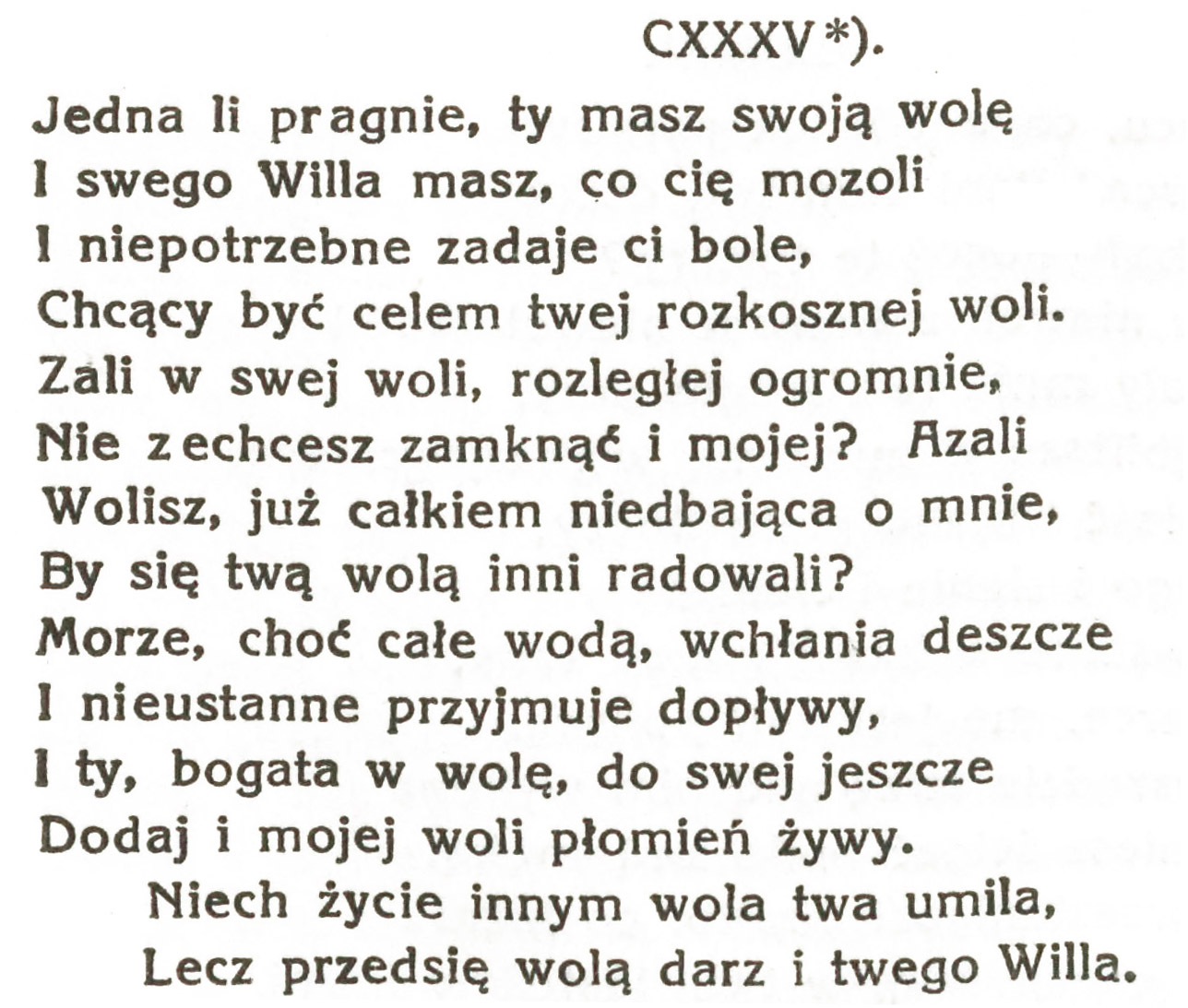
Pierwszy przekład sonetu 135 na język polski z 1922 przez Jana Kasprowicza.

Whoever hath her wish, thou hast thy Will,

And Will to boot, and Will in over-plus;

More than enough am I that vexed thee still,

To thy sweet will making addition thus.

Wilt thou, whose will is large and spacious,

Not once vouchsafe to hide my will in thine?

Shall will in others seem right gracious,

And in my will no fair acceptance shine?

The sea, all water, yet receives rain still,

And in abundance addeth to his store;

So thou, being rich in Will, add to thy Will

One will of mine, to make thy large will more.

Let no unkind, no fair beseechers kill;
Think all but one, and me in that one Will.

Jedna li pragnie, ty masz swoją wolę

I swego Willa masz, co cię mozoli

I niepotrzebne zadaje ci bole,

Chcący być celem twej rozkosznej woli.

Zali w swej woli, rozległej ogromnie,

Nie zechcesz zamknąć i mojej? Azali

Wolisz, już całkiem niedbająca o mnie,

By się twą wolą inni radowali?

Morze, choć całe wodą, wchłania deszcze

I nieustanne przyjmuje dopływy,

I ty, bogata w wolę, do swej jeszcze

Dodaj i mojej woli płomień żywy.

Niech życie innym wola twa umila,
Lecz przedsię wolą darz i twego Willa.

Sonet 135 (incipit WHo euer hath her wiſh, thou haſt thy Will) – jeden z cyklu 154 sonetów autorstwa Williama Szekspira. Po raz pierwszy został opublikowany w 1609 roku.

## Treść
W sonecie tym podmiot liryczny, przez niektórych badaczy utożsamiany z autorem, we frywolny sposób podkreśla seksualność Czarnej Damy. Czyni to tworząc kalambury słowne przy użyciu słowa will, które w tym sonecie może mieć siedem znaczeń:  pragnienie osoby lub rzeczy, cielesne pożądanie lub tęsknota seksualna, czasownik posiłkowy oznaczający czas przyszły, premedytacja lub determinacja, potoczne określenie męskiego organu płciowego, potoczne określenie żeńskiego organu płciowego oraz zdrobnienie od imienia William. W wersji oryginalnej słowo will jest użyte trzynaście razy i dodatkowo jednokrotnie wilt. 

## Polskie przekłady
Sonety 135 i 136 zostały uznane za nieprzetłumaczalne przez ks. Marię Sułkowską oraz Władysława Tarnawskiego, ze względu na grę słów w języku angielskim wokół słowa will, niemożliwą do oddania w języku polskim. 
| 1922 |  | Jedna li pragnie, ty masz swoją wolę         |  | Jan Kasprowicz      | [ 4 ]  |
| 1968 |  | Każdej, ja sobie życzy, ty masz swego WILLA, |  | Marian Hemar        | [ 12 ] |
| 1979 |  | Cóż, co kto woli; ty masz swego Willa:       |  | Maciej Słomczyński  | [ 13 ] |
| 2011 |  | Inne mają zachcianki – ty masz raczej wolę,  |  | Stanisław Barańczak | [ 6 ]  |
| 2015 |  | Inni życzenia – ty masz „will” – swą wolę    |  | Ryszard Długołęcki  | [ 14 ] |